# Lancia adiposalis
Lancia adiposalis är en fjärilsart som beskrevs av Paul Dognin 1912. Lancia adiposalis ingår i släktet Lancia och familjen Crambidae. Inga underarter finns listade i Catalogue of Life.